# Voo Japan Airlines 123
O Voo Japan Airlines 123 foi um voo doméstico regular da Japan Airlines, do Aeroporto de Haneda em Tóquio para o Aeroporto de Itami em Osaka, no Japão. Em 12 de agosto de 1985, um Boeing 747SR que operava essa rota sofreu uma súbita descompressão explosiva doze minutos depois da decolagem e caiu na área do Monte Takamagahara em Ueno, na Prefeitura de Gunma, a 100 km de Tóquio, quarenta e dois minutos depois da decolagem. O local do acidente foi no cume do Osutaka, perto do Monte Osutaka. A aeronave, configurada com assentos aumentados na classe econômica, estava transportando 524 pessoas. As baixas do acidente incluíram todos os 15 tripulantes e 505 dos 509 passageiros. Alguns passageiros sobreviveram ao acidente inicial, mas posteriormente morreram de seus ferimentos horas depois, enquanto aguardavam o resgate. É o acidente aéreo mais mortal envolvendo uma única aeronave da história da aviação, e o segundo maior acidente aéreo da história da aviação, atrás apenas do Desastre aéreo de Tenerife.
A Comissão de Investigação de Acidentes Aéreos do Japão concluiu oficialmente que a rápida descompressão foi causada por um reparo defeituoso por técnicos da Boeing após um incidente de um tailstrike durante um pouso no Aeroporto de Osaka em 1978. O anteparo traseiro do avião foi reparado com uma placa de junção instalada de forma inadequada, comprometendo a aeronavegabilidade do avião. A pressurização da cabine continuou a expandir e contrair o anteparo inadequadamente reparado até o dia do acidente, quando o reparo defeituoso falhou, causando uma descompressão rápida que arrancou uma grande parte do estabilizador vertical e causou a perda completa dos controles hidráulicos de todo o avião.

## Aeronave e tripulação

Mapa dos assentos dos passageiros. Os assentos ocupados pelos sobreviventes estão marcados em rosa.

A aeronave envolvida no acidente tinha o prefixo JA8119, um Boeing 747-146SR (Short Range). Seu primeiro voo foi em 28 de janeiro de 1974, sendo entregue à Japan Airlines em 19 de fevereiro de 1974. Ele havia acumulado um pouco mais de 25.000 horas de voo e 18.835 ciclos (cada ciclo equivale a uma decolagem e pouso) em serviço. No momento do acidente, a aeronave estava no quinto dos seis voos planejados do dia. Havia quinze tripulantes, incluindo três da cabine (capitão, primeiro oficial e engenheiro de voo) e 12 comissários de bordo.
A tripulação da cabine era composta pelo:
- O capitão Masami Takahama (高浜 雅己, 'Takahama Masami') serviu como instrutor de treinamento para o primeiro oficial Yutaka Sasaki no voo, supervisionando-o enquanto lidava com as comunicações de rádio,[5][6][7] enquanto também atuava como primeiro oficial. Um piloto veterano, tendo registrado aproximadamente 12.400 horas totais de voo, aproximadamente 4.850 dos quais foram acumulados no 747. Takahama tinha 49 anos no momento do acidente.
- O primeiro oficial Yutaka Sasaki (佐々木 祐, 'Sasaki Yutaka') estava passando por um treinamento para promoção ao posto de capitão e voou no voo 123 atuando como capitão no voo,[4] como um de seus voos finais de treinamento e avaliação. Sasaki, que tinha 39 anos no momento do acidente, tinha aproximadamente 4 000 horas totais de voo em seu crédito e ele registrou aproximadamente 2 650 horas no 747.
- O engenheiro de voo Hiroshi Fukuda (福田 博, 'Fukuda Hiroshi'), um engenheiro de voo veterano de 46 anos que possuía aproximadamente 9.800 horas totais de voo, das quais aproximadamente 3 850 foram acumuladas no 747.[4]

## Passageiros
| Nacionalidade dos passageiros | Nacionalidade dos passageiros | Nacionalidade dos passageiros | Nacionalidade dos passageiros |
| Nacionalidade                 | Passageiros                   | Tripulação                    | Total                         |
| ----------------------------- | ----------------------------- | ----------------------------- | ----------------------------- |
| Japão                         | 487                           | 15                            | 502                           |
| China                         | 1                             | 0                             | 1                             |
| Alemanha Ocidental            | 2                             | 0                             | 2                             |
| Hong Kong                     | 4                             | 0                             | 4                             |
| Índia                         | 3                             | 0                             | 3                             |
| Itália                        | 2                             | 0                             | 2                             |
| Coreia do Sul                 | 3                             | 0                             | 3                             |
| Reino Unido                   | 1                             | 0                             | 1                             |
| Estados Unidos                | 6                             | 0                             | 6                             |
| Total                         | 509                           | 15                            | 524                           |

O voo ocorreu no período de férias de Obon no Japão, quando muitos japoneses fazem viagens anuais para suas cidades ou resorts. Cerca de 22 passageiros não japoneses embarcaram no voo. Em 13 de agosto de 1985, Geoffrey Tudor, porta-voz da Japan Airlines, declarou que a lista incluía quatro residentes de Hong Kong, dois da Itália e dos Estados Unidos e um da Alemanha Ocidental e do Reino Unido. Alguns estrangeiros tinham dupla nacionalidade, e alguns deles eram residentes no Japão.
As quatro sobreviventes, todas do sexo feminino, estavam sentadas no lado esquerdo e em direção ao meio das fileiras de assentos 54 a 60, na parte traseira da aeronave. Entre os mortos, estava o cantor Kyū Sakamoto, famoso pelo hit "Ue o Muite Arukō", conhecido nos países anglofónicos sob o título "Sukiyaki". Durante os 32 minutos que o avião se manteve no ar, desde a descompressão explosiva até a queda, foi tempo suficiente para alguns passageiros escreverem cartas de despedida aos familiares.

## Sequência de eventos

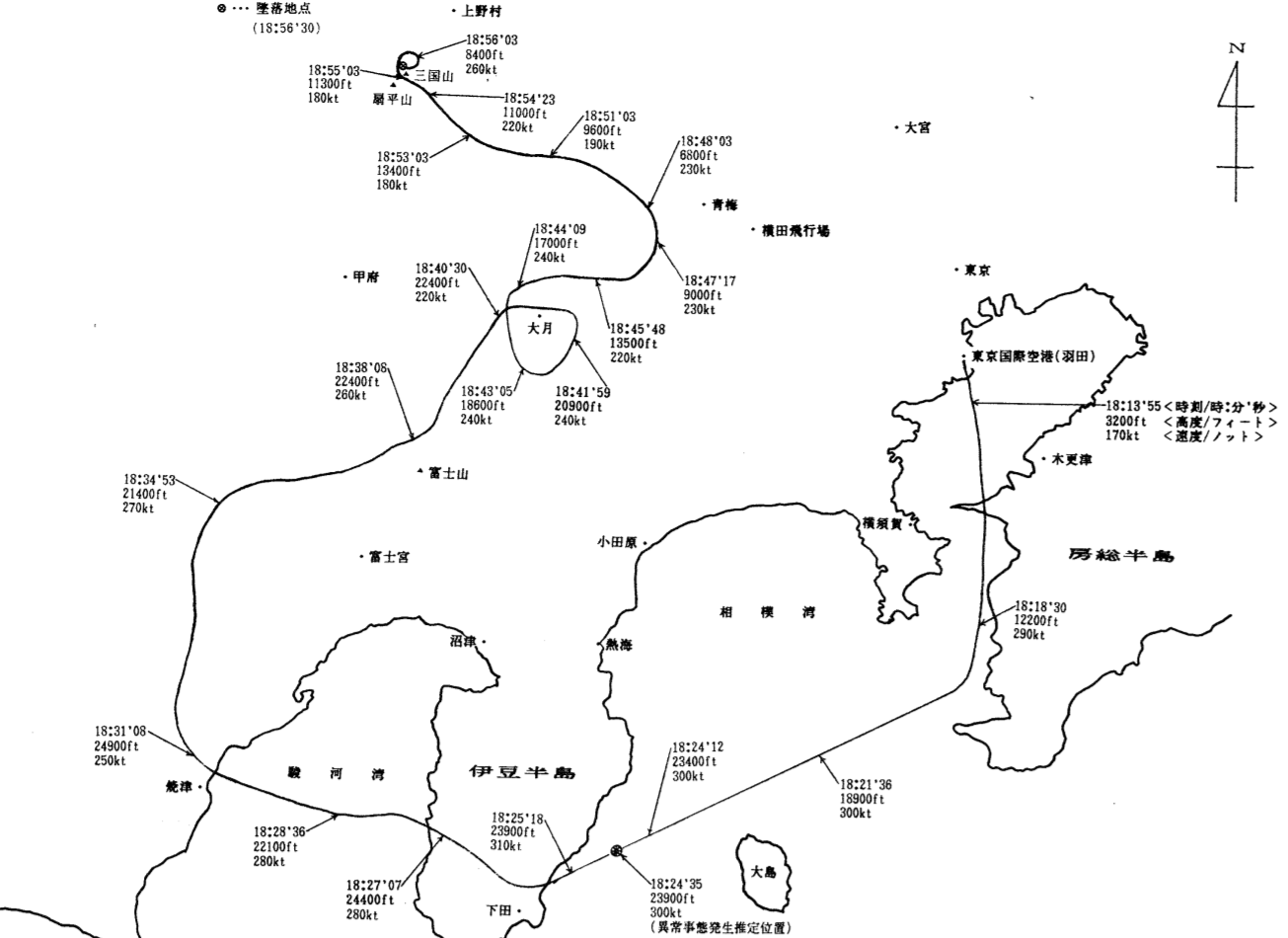
Rota realizada do Voo Japan Airlines 123

### Decolagem e descompressão
A aeronave pousou em Haneda do Aeroporto de Chitose às 16h50 como o voo JAL 514. Depois de mais de uma hora no aeroporto, o voo 123 realizou o pushback do portão 18 às 18h04 e decolou da pista 15L no Aeroporto de Haneda em Tóquio, Japão, às 18h12, com 12 minutos de atraso. Cerca de 12 minutos após a decolagem, próximo à altitude de cruzeiro sobre a Baía de Sagami, a aeronave teve uma descompressão explosiva, derrubando o teto ao redor dos lavatórios traseiros, danificando a fuselagem não pressurizada atrás do avião, e arrancando o estabilizador vertical, além de cortar todas os quatro sistemas hidráulicos. Uma fotografia tirada do solo confirmou que estava faltando o estabilizador vertical. Os pilotos configuraram seu transponder para transmitir um sinal de socorro. O capitão Takahama entrou em contato com o Centro de Controle de Área de Tóquio para declarar uma emergência e solicitar o retorno ao aeroporto de Haneda, descendo e seguindo os vetores para um pouso de emergência em Oshima. O Controle de Tóquio aprovou uma curva à direita para um rumo de 90° leste em direção a Oshima, mas o avião não seguiu as instruções e só virou à direita o suficiente para fazer um curso a noroeste, entrando em um banco inicial à direita de 40°, vários graus acima do observado anteriormente. O capitão Takahama, alarmado, ordenou ao copiloto Sasaki que devolvesse os controles. Quando o avião não respondia, mesmo que os controles estavam virando para a esquerda, ele confundiu, pois o engenheiro de voo informou que a pressão hidráulica estava caindo. O capitão repetiu a ordem para não virar tanto, como o piloto automático já havia desativado, depois ordenou que o copiloto o voltasse e ordenou que ele parasse, mas não houve resposta. Foi nesse ponto que os pilotos perceberam que a aeronave havia se tornado incontrolável e o capitão Takahama ordenou que o avião descesse.

### 18:27 - 18:34

Sequência da descompressão e separação do estabilizador vertical (em japonês)

Vendo que a aeronave ainda estava voando para longe de Haneda, o Controle de Tóquio entrou em contato com a aeronave novamente. Depois de confirmar que os pilotos estavam declarando uma emergência, o controlador solicitou a natureza da emergência. Nesse ponto, a hipóxia parece ter começado a se instalar, pois os pilotos não responderam. Além disso, o capitão e o copiloto perguntaram repetidamente ao engenheiro de voo se a pressão hidráulica havia sido perdida, aparentemente incapaz de compreendê-lo. O controle de Tóquio entrou em contato com o avião novamente e repetiu a direção para descer e girar 90° em direção a Oshima. Só então o capitão informou que a aeronave havia se tornado incontrolável. Dirigindo-se à Península de Izu às 18h26, os pilotos conseguiram se afastar do Oceano Pacífico e voltar para a costa. Às 18h31min02, o Controle de Tóquio perguntou à tripulação se eles poderiam descer, e o capitão Takahama respondeu que eles estavam descendo no momento, e afirmou que a altitude do avião era de 6 000 metros depois que o Controle de Tóquio solicitou sua altitude. O capitão Takahama também recusou a sugestão do Controle de Tóquio de desviar para o Aeroporto de Nagoya a 72 milhas de distância, preferindo aterrissar em Haneda. No entanto, o gravador de dados de voo mostra que o voo não desceu, mas estava subindo e descendo incontrolavelmente. Com perda total do controle hidráulico e os controles não respondendo aos comandos do piloto, a aeronave iniciou oscilações de subida e descida, conhecido como ciclo fugóide com duração de aproximadamente 90 segundos cada. A falta de influência estabilizadora do estabilizador vertical e do leme removeu os únicos meios de amortecer a guinada. Consequentemente, a aeronave também começou a mostrar sinais de rolamento holandês, girando simultaneamente para a direita e para a esquerda, antes de virar para a esquerda e para a direita, com os ângulos em grandes arcos de aproximadamente 50° para frente e para trás em ciclos de 12 segundos.
Apesar da perda total do controle, os pilotos continuaram usando o manche, puxando a coluna de controle e movendo os pedais do leme até o momento do acidente. Os pilotos também começaram os esforços para estabelecer o controle usando a potência dos motores, e conseguiram virar lentamente o avião de volta para Haneda. Seus esforços foram de sucesso limitado. O avião não pressurizado subiu e desceu em uma altitude de 6 100 a 7 300 m (20 000 a 24 000 pés) por 18 minutos, desde o momento da descompressão até aproximadamente 18h40, com os pilotos aparentemente incapazes de descobrir como descer sem os controles de voo. Isso possivelmente se deve aos efeitos da hipóxia em tais altitudes, pois os pilotos pareciam ter dificuldade em compreender sua situação, enquanto o avião tombava e rolava incontrolavelmente. Também é possível que os pilotos se concentrassem na causa da explosão que ouviram e na subsequente dificuldade em controlar o jato. O engenheiro de voo disse que eles deveriam colocar suas máscaras de oxigênio quando chegasse ao cockpit, já que as máscaras de passageiros mais à retaguarda haviam parado de funcionar. No entanto, nenhum dos pilotos colocou suas máscaras de oxigênio, mesmo que o capitão tenha simplesmente respondido "sim" às duas sugestões do engenheiro de voo para fazê-lo. O relatório do acidente indica que a desconsideração da sugestão pelo capitão é um dos vários recursos "considerados relacionados à hipóxia na gravação da caixa preta. Suas vozes podiam ser ouvidas de forma relativamente clara no microfone da área da cabine por todo o período até o acidente, indicando que não o fizeram em nenhum momento do voo.

### 18:34 - 18:48
Pouco antes das 18h34, o Controle de Tóquio tentou chamar o voo pelo sistema de chamada seletiva várias vezes. Às 18h35, o voo respondeu, com o engenheiro de voo cuidando das comunicações com a empresa. A empresa afirmou que estava monitorando a emergência e o engenheiro de voo, notificado por uma comissária de bordo que as máscaras R-5 haviam parado de funcionar, respondeu que acreditava que a porta do R-5 estava quebrada e estava fazendo uma emergência de descida. O Controle de Tóquio perguntou se era sua intenção retornar a Haneda, à qual o engenheiro de voo respondeu que eles estavam fazendo uma descida de emergência e continuar monitorando-os. Eventualmente, os pilotos conseguiram obter um controle limitado do avião ajustando a pressão do motor e, ao fazê-lo, conseguiram amortecer o ciclo fugóide e estabilizar sua altitude. Suprimir o rolamento holandês era outra questão, já que os motores não podem responder rápido o suficiente para combater o rolo holandês. De acordo com o relatório do acidente, "a supressão do modo de rolagem holandês pelo uso do impulso diferencial entre os motores direito e esquerdo é praticamente impossível para um piloto". Pouco depois das 18h40, o trem de pouso foi baixado na tentativa de amortecer ainda mais o ciclo fugóide e o rolamento holandês, e para diminuir a velocidade do avião para descer. Isso foi bem sucedido, já que o ciclo fugóide foi amortecido quase completamente, e o rolamento holandês foi amortecido significativamente, mas a redução da velocidade também diminuiu o controle direcional que os pilotos estavam obtendo ao aplicar energia a um lado da aeronave e a capacidade da tripulação de controlar a aeronave deteriorada.
Logo após baixar o trem de pouso, o engenheiro de voo perguntou se os spoilers deveriam ser abaixados, mas os pilotos não aceitaram o pedido. Então o avião começou uma curva à direita descendente de 420°, de uma posição de 40° às 18:40 para uma posição de 100° às 18h45 sobre Otsuki, devido a um desequilíbrio de impulso criado por ter a configuração de potência no motor 1 (o motor mais à esquerda) maior que os outros três motores. A aeronave também começou a descer de 22 400 pés (6 800 m) para 17 000 pés (5 200 m), pois os pilotos haviam reduzido o impulso do motor para quase ocioso das 18h43 às 18h48. Ao descer para 13 500 pés (4 100 m) às 18h45min46, os pilotos relataram novamente uma aeronave incontrolável. Nesse momento, a aeronave começou a girar lentamente para a esquerda, enquanto continuava a descer. O ar mais denso permitia aos pilotos mais oxigênio, e sua hipóxia parecia ter diminuído um pouco, pois eles se comunicavam com mais frequência. Os pilotos também pareciam entender o quão grave sua situação havia se tornado, com o capitão Takahama ter exclamado "Isso pode ser inútil". às 18:46:33. Às 18h47, os pilotos reconheceram que estavam começando a virar em direção às montanhas e, apesar dos esforços da tripulação para fazer com que o avião continuasse a virar à direita, ele virou à esquerda, voando diretamente em direção às montanhas.

### 18:48 - 18:55

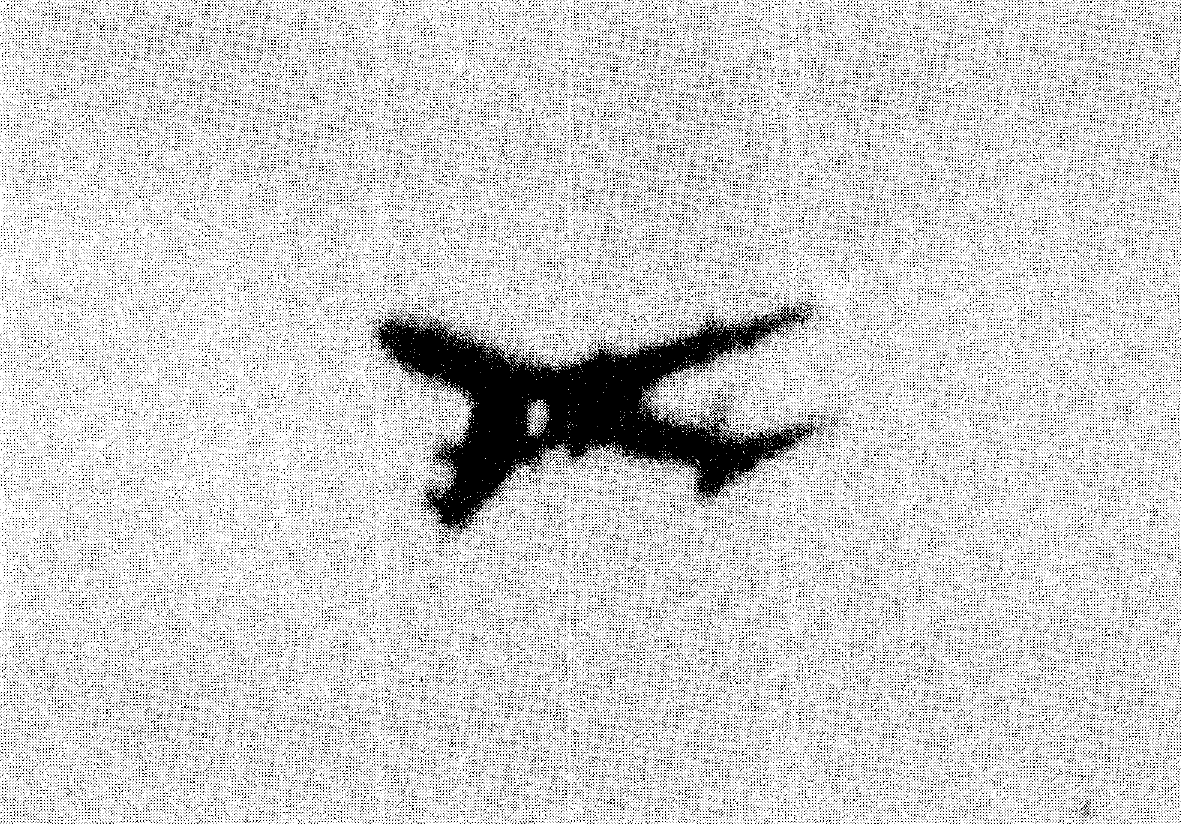
Uma fotografia da aeronave tirada no solo por volta das 18:47, mostra claramente a falta do estabilizador vertical

À medida que a aeronave continuava para o oeste, ela desceu abaixo de 2 100 m e estava se aproximando perigosamente das montanhas. A altitude mais baixa e o ar mais denso permitiram que o alerta de altitude da cabine se desligasse em alguns pontos nesse momento, antes de retomar o restante do voo. O capitão ordenou brevemente a potência máxima do motor para tentar fazer com que o avião subisse para evitar as montanhas, e a potência do motor foi adicionada abruptamente às 18h48 antes de ser reduzida novamente para quase inativa, e às 18h49 foi ordenada novamente a subida. Isso excitou muito o movimento fugóide, e o avião subiu, antes de voltar a descer depois que a potência foi reduzida. Quando a potência foi adicionada novamente, o avião disparou rapidamente até 40° às 18h49min30, parando brevemente a 8 000 pés (2 400 m). O capitão imediatamente solicitou a potência máxima às 18h49min40, quando o stick-shaker tremeu. A velocidade do ar do avião aumentou à medida que foi levada a uma subida instável. Possivelmente como uma medida para evitar a recorrência de estolagem, devido à velocidade reduzida do ar causada pelo arrasto do trem de pouso, a tripulação discutiu rapidamente sobre a redução dos flaps. Sem o sistema hidráulico, o capitão expressou que isso não funcionaria, mas o engenheiro de voo apontou que isso poderia ser feito através de um sistema elétrico alternativo. Às 18h51, o capitão abaixou os flaps como uma tentativa adicional de exercer controle sobre o jato atingido. Durante o período das 18h49min03 - 18h52min11, o Controle de Tóquio tentou chamar o avião através do sistema de rádio de chamada seletiva. Durante todo o período de três minutos, o alarme de altitude continuou a tocar de acordo com as gravações de voz da cabine, pois os pilotos provavelmente o ignoraram devido à dificuldade que estavam enfrentando no momento.
A aeronave atingiu 13 000 pés (4 000 m) às 18h53, momento em que o capitão relatou um avião incontrolável pela terceira vez. Logo depois, o controlador pediu à tripulação que mudasse a frequência de rádio para 119,7 para falar com a Aproximação de Tóquio, mas nenhum dos pilotos respondeu ao pedido, mas ainda assim seguiu as ordens e eles mudaram a frequência de rádio. A Aproximação de Tóquio entrou em contato com o voo pelo sistema SELCAL, e o alarme de altitude soou novamente, que foi interrompido logo quando o engenheiro de voo finalmente respondeu ao pedido de Tóquio. Nesse ponto, o capitão pediu ao engenheiro de voo que solicitasse sua posição. Às 18h54, isso foi relatado ao voo a 45 milhas a noroeste de Haneda e a 40 km a oeste de Kumagaya. Às 18h55, o capitão solicitou a recolha dos flaps, e o copiloto recolheu uma extensão do flap para 10, enquanto os flaps já estavam sendo recolhidos de 5 às 18h54min30. Isso começou a fazer com que o avião começasse a tombar para a direita, possivelmente devido a um desequilíbrio de sustentação entre as abas esquerda e direita. A potência foi aumentada ao mesmo tempo. No entanto, a potência dos motores do lado esquerdo era um pouco maior do que o lado direito. Isso contribuiu para aumentar ainda mais o ângulo para a direita. Um minuto depois, os flaps foram estendidos para 25, o que levou a aeronave a cair dramaticamente para a direita além de 60°, e o nariz começou a cair. O capitão Takahama ordenou imediatamente que os flaps fossem recolhidos, e a força foi adicionada abruptamente, mas ainda com a potência do motor mais alta à esquerda do que da direita. O capitão é ouvido no gravador de voz da cabine solicitando desesperadamente que os flaps fossem retraídos e que mais força fosse aplicada em um esforço de última hora para elevar o nariz. O avião continuou a entrar em uma descida irrecuperável da direita para as montanhas, quando os motores foram acionados com força total, durante os quais o sistema de alerta de proximidade ao solo soou, e o capitão sabia que era tarde demais para se recuperar, ao ter dito "Não podemos fazer qualquer coisa!". Nos momentos finais, quando a velocidade do ar ultrapassou 340 nós (390 mph), a atitude de inclinação se nivelou e o avião parou de descer, com o avião e os passageiros e tripulação sendo submetidos a 3G de gravidade de aceleração vertical ascendente.

### 18:56 (momento do impacto)

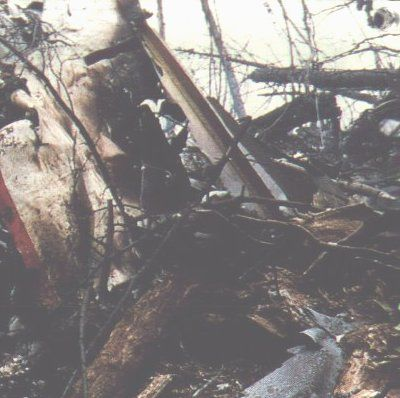
Os destroços do avião

No entanto, ele ainda estava em uma margem direita de 40° quando o motor nº 4 mais à direita do avião, atingiu as árvores no topo de uma cordilheira localizada a 1,4 km noroeste do Monte Mikuni, a uma altitude de 1 530 metros (5 020) ft), que pode ser ouvido na gravação de voz do cabine. O choque do impacto, medindo 0,14 G, além de perder o impulso do 4º motor, fez com que o avião voltasse bruscamente para a direita e o nariz caísse novamente. O avião continuou sua trajetória por três segundos, nos quais a asa direita cortou outro topo contendo uma "vala em forma de U" a 520 metros (1 710 pés) do cume anterior, a uma altitude de 1.610 metros (5.280 pés). Especula-se que esse impacto tenha separado o restante da cauda enfraquecida da estrutura da aeronave, bem como os três motores restantes, que estavam dispersos 500 a 700 metros à frente. Após o avião tombar de costas, ele bateu e explodiu em outra cordilheira a 570 metros (1 870 pés) de noroeste da segunda cordilheira, perto do Monte Takamagahara, às 18h56. Um sismômetro instalado na Universidade de Tóquio, detectou às 18h56min27 um pequeno choque, e às 18h56min32 com um choque maior, estimado como tendo sido causado pelo acidente final. Estima-se que as ondas de choque levaram aproximadamente 2,0 a 2,3 segundos para chegar ao sismômetro, fazendo com que o tempo estimado do acidente final fosse às 18h56min30.

### Após a queda
O ponto de colisão da aeronave, a uma altitude de 1 565 metros (5 135 pés), fica no Setor 76, Floresta Estadual, 3 577 Aza Hontani, Ouaza Narahara, no vilarejo de Ueno, distrito de Tano, na Prefeitura de Gunma, na região central do país. A cordilheira oeste-leste fica a cerca de 2,5 quilômetros (8 200 pés) norte-noroeste do monte Mikuni. Ed Magnuson, da revista Time disse que a área onde a aeronave caiu foi chamada de "Tibete da província de Gunma" O tempo decorrido desde a falha do anteparo até a queda foi de 32 minutos.

## Operação de resgate atrasada
Um navegador da Força Aérea dos Estados Unidos com sede na Base Aérea de Yokota publicou um relato em 1995 que afirmava que os militares dos EUA haviam monitorado os pedidos de socorro e preparado uma operação de busca e salvamento que foi abortada a pedido das autoridades japonesas. Uma tripulação de um Lockheed C-130 Hercules foi a primeira a localizar o local do acidente 20 minutos após o impacto, enquanto ainda era luz do dia, e transmitiu por rádio o local para a Base Aérea Japonesa de Yokota, onde um helicóptero Bell UH-1 Iroquois foi mandado. Um artigo na Pacific Stars and Stripes de 1985 afirmou que o pessoal de Yokota estava em prontidão para ajudar nas operações de resgate, mas nunca foram chamados pelo governo japonês.
Mais tarde, um helicóptero da JSDF avistou os destroços após o anoitecer. A baixa visibilidade e o difícil terreno montanhoso impediram que ele aterrissasse no local. O piloto informou do ar que não havia sinais de sobreviventes. Com base neste relatório, o pessoal da JSDF no terreno não partiu para o local na noite do acidente. Em vez disso, eles foram despachados para passar a noite em uma vila improvisada, erguendo tendas, construindo rampas de pouso para helicópteros e participando de outros preparativos, a 63 quilômetros do local do acidente. As equipes de resgate partiram para o local na manhã seguinte. Mais tarde, a equipe médica encontrou corpos com ferimentos, sugerindo que as vítimas haviam sobrevivido ao acidente apenas para morrer de choque, exposição durante a noite nas montanhas ou ferimentos que, se socorridos mais cedo, não seriam fatais. Um dos médicos socorristas disse: “Se a descoberta tivesse acontecido dez horas antes, nós poderíamos ter encontrado mais sobreviventes”. Uma das quatro sobreviventes de 524 passageiros e tripulantes, relatou de sua cama de hospital que recordou luzes brilhantes e o som de motores de helicóptero logo depois que acordou em meio aos destroços, e enquanto ouvia gritos e gemidos de outros sobreviventes, esses sons gradualmente desapareceram durante a noite.

## Causa
A causa oficial do acidente, de acordo com o relatório publicado pela Comissão de Investigação de Acidentes de Aeronaves do Japão, é a seguinte:

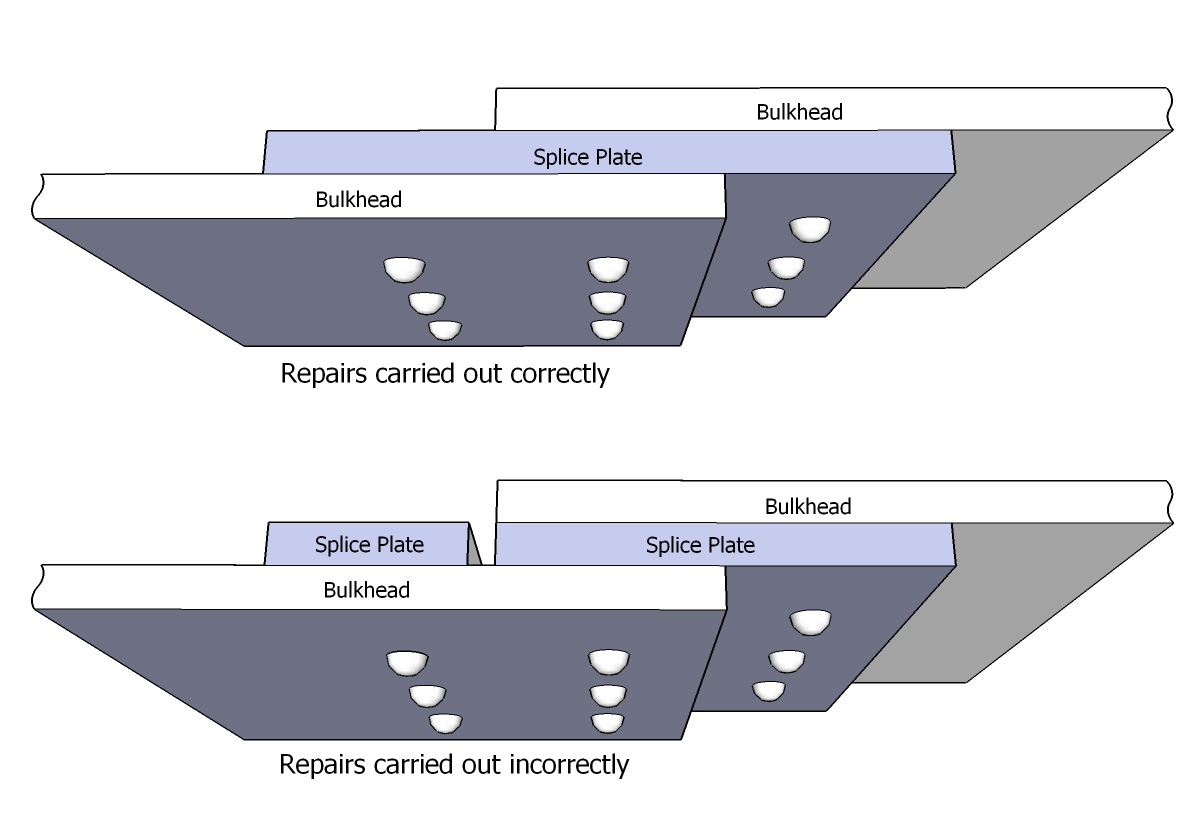
A instalação correta (topo) e a instalação incorreta realizada (fundo)

Animação do tailstrike ocorrido na aeronave, 7 anos antes do acidente.

- 1. A aeronave esteve envolvida em um incidente de cauda de aeronave no Aeroporto Internacional de Osaka, sete anos antes, como o voo JAL 115, que danificou o anteparo de pressão traseira da aeronave.
- 2. O reparo subsequente do anteparo não estava em conformidade com os métodos de reparo aprovados pela Boeing. Para reforçar um anteparo danificado, o procedimento de reparo da Boeing exige uma placa de emenda contínua com três fileiras de rebites.[23] No entanto, os técnicos da Boeing que executavam o reparo usaram duas placas de emenda paralelas à rachadura por estresse.[24][25]  Cortar a placa dessa maneira enfraqueceu a eficácia de uma das fileiras de rebites, reduzindo a resistência da peça à fissura por fadiga para cerca de 70% da mesma para um reparo correto. Durante a investigação, a Comissão de Investigação de Acidentes calculou que esta instalação incorreta falharia após aproximadamente 10 000 ciclos de pressurização, e a aeronave realizou 12 318 voos bem-sucedidos a partir do momento em que o reparo defeituoso foi feito quando o acidente ocorreu.[4]
- 3. Consequentemente, após repetidos ciclos de pressurização durante o voo normal, o anteparo começou a rachar gradualmente perto de uma das duas fileiras de rebites que a mantinham unida. Quando finalmente falhou, a descompressão rápida resultante rompeu as linhas dos quatro sistemas hidráulicos e arrancou o estabilizador vertical. Com muitos dos controles de voo da aeronave inoperantes, a aeronave se tornou incontrolável.[4]

## Legado

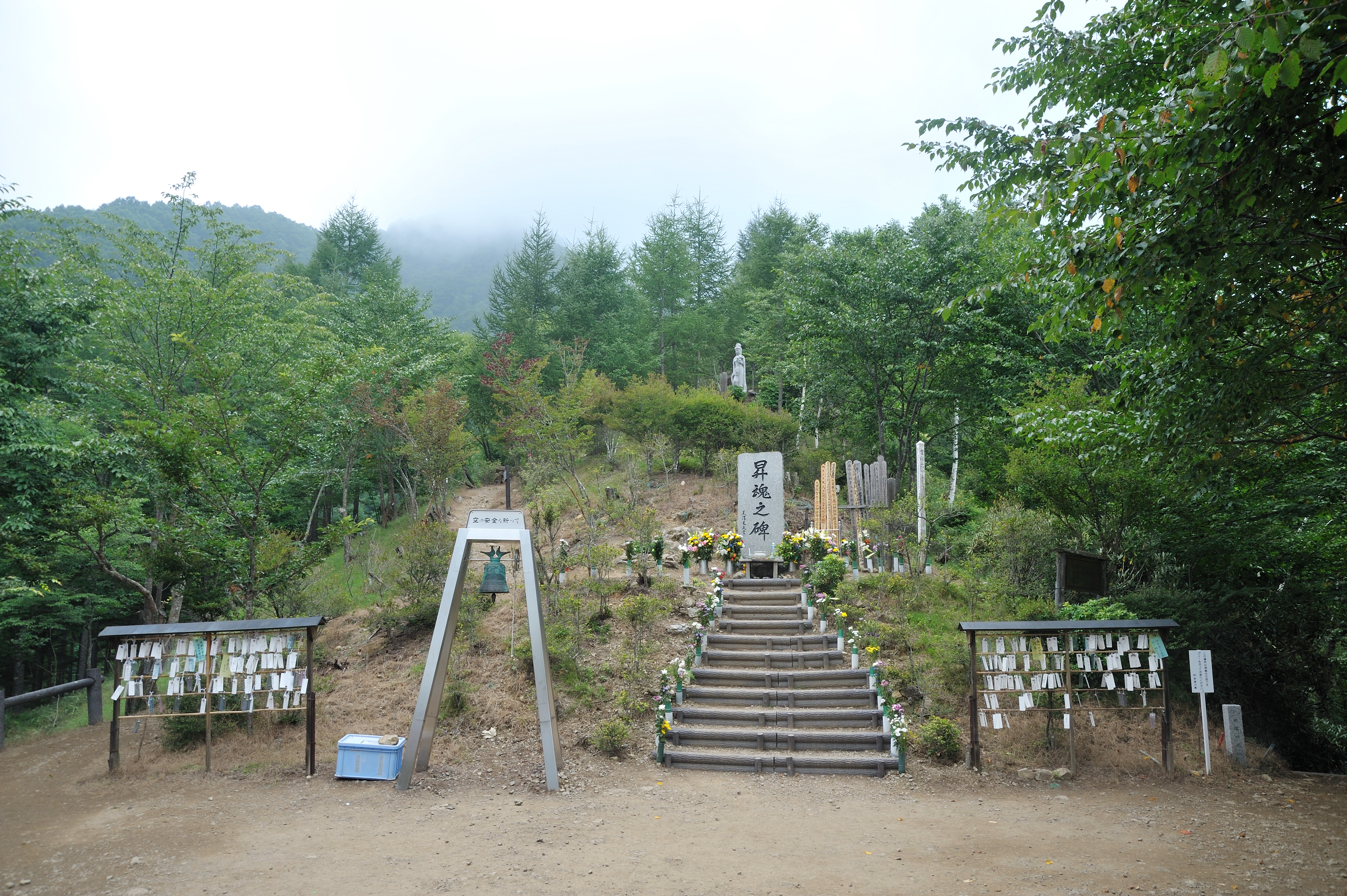
Cenotáfio do Voo 123 no Monte Takamagahara

A confiança do público japonês na Japan Airlines sofreu uma queda dramática após o desastre, com o número de passageiros nas rotas domésticas caindo um terço. Continuaram os boatos de que a Boeing havia admitido falhas para encobrir deficiências nos procedimentos de inspeção da companhia aérea, protegendo assim a reputação de um grande cliente. Nos meses após o acidente, o tráfego doméstico diminuiu em até 25%. Em 1986, pela primeira vez em uma década, menos passageiros embarcaram nos voos internacionais da JAL durante o período do Ano Novo do que no ano anterior. Alguns deles decidiram voar para a All Nippon Airways como uma alternativa mais segura. A JAL pagou ¥ 780 milhões de ienes (US$ 7,6 milhões) aos parentes das vítimas na forma de "dinheiro de condolências" sem admitir responsabilidade. O presidente da JAL, Yasumoto Takagi, renunciou. Após o acidente, Hiroo Tominaga, gerente de manutenção da JAL, se suicidou para esconder a tragédia, enquanto que Susumu Tajima, um engenheiro que inspecionou e liberou a aeronave com condições de voar, cometeu suicídio devido a dificuldades no trabalho.
Em conformidade com os procedimentos padrão, a Japan Air Lines retirou o número de voo 123 para suas rotas de Haneda-Itami, alterando-o para os voos 121 e 127 em 1° de setembro de 1985. Enquanto que o Boeing 747 ainda era usado na mesma rota operando com o novo número do voo nos anos seguintes ao acidente, eles foram substituídos pelo Boeing 767 e o Boeing 777 em meados dos anos 90. O 747 continuou servindo a Japan Airlines até a sua retirada de serviço, em 2 de março de 2011. Em 2009, escadas com corrimão foram instaladas para facilitar o acesso dos visitantes ao local do acidente. O Ministro da Terra, Infraestrutura, Transporte e Turismo, Seiji Maehara, visitou o local em 12 de agosto de 2010, para homenagear as vítimas. Famílias das vítimas, juntamente com grupos de voluntários locais, realizam um encontro anual a cada 12 de agosto próximo ao local do acidente na Prefeitura de Gunma.

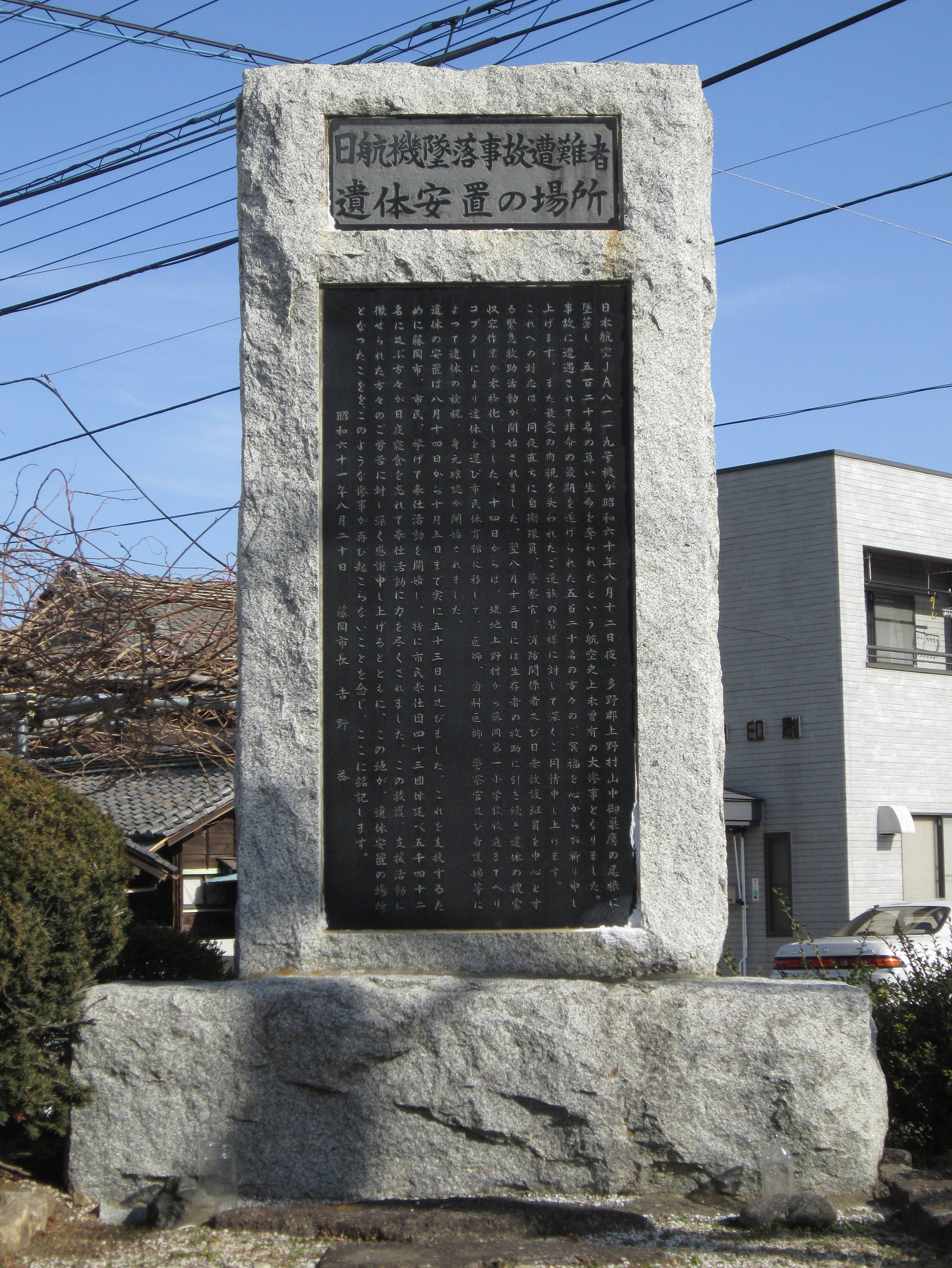
Memorial do acidente na cidade de Fujioka

O acidente levou a criação do Safety Promotion Center em 2006, que está localizado aos arredores do Aeroporto de Haneda. Este centro foi criado para fins de treinamento para alertar os funcionários sobre a importância da segurança da companhia aérea e sua responsabilidade pessoal para garantir a segurança. O centro exibe displays sobre segurança da aviação, o histórico do acidente e peças selecionadas da aeronave e das cartas dos passageiros (incluindo notas de despedida manuscritas). É aberto ao público mediante agendamento feito dois meses antes da visita. A filha do capitão, Yoko Takahama, que era estudante do ensino médio no momento do acidente, tornou-se aeromoça da Japan Airlines. O banqueiro japonês Akihisa Yukawa tinha uma segunda família não revelada no momento em que morreu no acidente. Sua esposa havia sofrido graves lesões cerebrais. A parceira, grávida do segundo filho, voltou com a família para Londres, onde ela e Yukawa haviam se conhecido. Para evitar constrangimentos à família de Yukawa, ela aceitou um acordo de 340 000 libras, em vez de reivindicar sob o esquema de compensação da companhia aérea. Em 2002, a companhia aérea fez um pagamento não revelado, permitindo que os dois filhos, Cassie e Diana, completassem seus estudos.

## Na cultura popular
Os acontecimentos do voo 123 foram apresentados no episódio "Out of Control" ("Fora de Controle" em Portugal e "Tragédia no Japão" no Brasil), na terceira temporada de 2005 da série de TV canadense Mayday, intitulada Air Emergency and Air Disasters nos EUA, e Air Crash Investigation no Reino Unido e em outros lugares do mundo. A reconstituição foi transmitida com o título " Osutaka-no-One (御巣鷹の尾根) " no Japão. O voo também foi incluído em um especial da Science of Disaster da 6ª Temporada (2007) de Mayday, intitulado "Fatal Flaw", que foi transmitido com o título "Fatal Fix" no Reino Unido, Austrália e Ásia. No Brasil, o episódio possui o título de "Conserto Fatal". A série de documentários Aircrash Confidential apresentou o acidente em um episódio da segunda temporada intitulado "Poor Maintenance", ("Má Manutenção" em Portugal; "Catástrofes Aéreas: Erros de Manutenção" no Brasil), que foi ao ar em 15 de março de 2012, no Discovery Channel no Reino Unido.
O documentário Seconds from Disaster do National Geographic apresentou o acidente no episódio 6 da 6° temporada, intitulado "Terror over Tokyo" ("Terror sobre Tóquio" em Portugal e "Queda Incontrolável no Japão" no Brasil), lançado em 3 de dezembro de 2012.
Climber's High, o romance mais vendido de Hideo Yokoyama, gira em torno da reportagem do acidente no jornal fictício Kita-Kanto Shimbun. Yokoyama era jornalista no Jomo Shimbun no momento do acidente. Um filme lançado em 2008 e também intitulado Climber's High, é baseado no romance.
Em 2009, o filme Shizumanu Taiyo, estrelado por Ken Watanabe, foi lançado para distribuição nacional no Japão. O filme apresenta um relato semi-ficcional das disputas corporativas das companhias aéreas internas e da política em torno do acidente. No entanto, o filme não menciona a Japan Airlines pelo nome, usando o nome "National Airlines". A JAL não apenas se recusou a cooperar com a produção do filme mas também criticou o filme com amargura, dizendo que "não apenas prejudica a confiança do público na empresa, mas também pode levar à perda de clientes". Coincidentemente, o filme apresenta música de Diana Yukawa, cujo pai foi uma das vítimas do desastre. A gravação de voz da cabine do acidente foi incorporada ao roteiro de uma peça de 1999 chamada Charlie Victor Romeo. O álbum Reise, Reise de 2004 da banda alemã Rammstein, é vagamente inspirado no acidente. Os momentos finais da gravação de voz da cabine estão ocultos na pré-visualização da primeira faixa em algumas gravações em CD do álbum. Em 2011, o acadêmico britânico Christopher Hood publicou um livro, intitulado Dealing with Disaster in Japan: Responses to the Flight JL123 Crash, sobre o acidente e seus efeitos na sociedade japonesa.